# كيت روني
كيت روني (بالإنجليزية: Kate Dennison) هي منافسة ألعاب القوى بريطانية، ولدت في 7 مايو 1984 في ديربان في جنوب أفريقيا.

## وصلات خارجية
- كيت روني على موقع الاتحاد الدولي لألعاب القوى (الإنجليزية)
- كيت روني على موقع الدوري الماسي (الإنجليزية)
- كيت روني على موقع أوليمبيديا (الإنجليزية)
- كيت روني على موقع اللجنة الأولمبية البريطانية (الإنجليزية)
- كيت روني على موقع اتحاد ألعاب الكومنولث (مؤرشف) (الإنجليزية)
- كيت روني على موقع اتحاد ألعاب الكومنولث (مؤرشف) (الإنجليزية)